# Tour du Limousin 2012
La 45e édition du Tour du Limousin s'est déroulée du 14 au 17 août 2012. Elle est remportée par le Japonais Yukiya Arashiro. Cette troisième victoire étrangère consécutive dans l'épreuve est une première.

## Participation
Classé en catégorie 2.HC de l'UCI Europe Tour, le Tour du Limousin est par conséquent ouvert aux UCI ProTeams dans la limite de 70 % des équipes participantes, aux équipes continentales professionnelles, aux équipes continentales françaises et à une équipe nationale française.

## Classements des étapes
| Étape     | Date    | Villes étapes                  | km  | Vainqueur d'étape                        | Leader du classement général |
| --------- | ------- | ------------------------------ | --- | ---------------------------------------- | ---------------------------- |
| 1re étape | 14 août | Limoges-La Souterraine         | 162 | Jure Kocjan (Type 1-Sanofi)              | Jure Kocjan                  |
| 2e étape  | 15 août | Oradour-sur-Glane-Saint-Junien | 186 | Evaldas Šiškevičius (La Pomme Marseille) | Evaldas Šiškevičius          |
| 3e étape  | 16 août | Jumilhac-le-Grand-Trélissac    | 189 | Jure Kocjan (Type 1-Sanofi)              | Jure Kocjan                  |
| 4e étape  | 17 août | Varetz-Limoges                 | 174 | Jérémy Roy (FDJ-BigMat)                  | Yukiya Arashiro              |

Lors de la dernière étape, courue sous la canicule, les deux premiers au classement général, Jure Kocjan et Julien Simon, ont été piégés dans un deuxième peloton qui a pris jusqu'à sept minutes de retard. 61 coureurs ont abandonné la course alors qu'à l'avant, Jérémy Roy a franchi la ligne d'arrivée avec 21 secondes d'avance sur Arashiro. Au classement général, les deux concurrents ont été départagés en additionnant leurs places sur les quatre étapes.

## Classement final
|     | Coureur             | Équipe                  |    | Temps            |
| --- | ------------------- | ----------------------- | -- | ---------------- |
| 1er | Yukiya Arashiro     | Europcar                | en | 16 h 48 min 30 s |
| 2e  | Jérémy Roy          | FDJ-Bigmat              | +  | 00 s             |
| 3e  | Fabien Schmidt      | Roubaix Lille Métropole |    | 02 s             |
| 4e  | Mathieu Perget      | AG2R La Mondiale        |    | 06 s             |
| 5e  | Stefan Denifl       | Vacansoleil-DCM         |    | 07 s             |
| 6e  | Anthony Geslin      | FDJ-BigMat              |    | 07 s             |
| 7e  | Steven Tronet       | Auber 93                |    | 09 s             |
| 8e  | Jérémie Galland     | Saur-Sojasun            |    | 13 s             |
| 9e  | Aleksejs Saramotins | Cofidis                 |    | 15 s             |
| 10e | Guillaume Faucon    | Auber 93                |    | 17 s             |

## Liste des coureurs
| Légende | Légende                                                                                                  | Légende | Légende                                                                                         |
| ------- | --- | ------- | ----------------------------------------------------------------------------------------------- |
| Num     | Dossard de départ porté par le coureur                                                                   | Pos     | Position finale au classement général                                                           |
|         | Indique le vainqueur du classement général                                                               |         | Indique le vainqueur du classement de la montagne                                               |
|         | Indique le vainqueur du classement par points                                                            |         | Indique le vainqueur du classement du meilleur jeune                                            |
| #       | Indique la meilleure équipe                                                                              |         |                                                                                                 |
| NP      | Indique un coureur qui n'a pas pris le départ d'une étape, suivi du numéro de l'étape où il s'est retiré | AB      | Indique un coureur qui n'a pas terminé une étape, suivi du numéro de l'étape où il s'est retiré |
| HD      | Indique un coureur qui a terminé une étape hors des délais, suivi du numéro de l'étape                   | HC      | Indique un coureur mis hors course, suivi du numéro de l'étape                                  |

| Vacansoleil-DCM VCD | Vacansoleil-DCM VCD    | Vacansoleil-DCM VCD |
| ------------------- | ---------------------- | ------------------- |
| Num                 | Coureur                | Pos                 |
| 1                   | Matteo Carrara (ITA)   | AB-2                |
| 2                   | Stefan Denifl (AUT)    | 5e                  |
| 3                   | Romain Feillu (FRA)    | AB-2                |
| 4                   | Jasper Hamelink (NED)  | AB-4                |
| 5                   | Willem Wauters (BEL)   | 41e                 |
| 6                   | Martin Mortensen (DEN) | AB-4                |
| 7                   | Marcello Pavarin (ITA) | 17e                 |
| 8                   | Mirko Selvaggi (ITA)   | 36e                 |

| FDJ-BigMat # FDJ | FDJ-BigMat # FDJ         | FDJ-BigMat # FDJ |
| ---------------- | ------------------------ | ---------------- |
| Num              | Coureur                  | Pos              |
| 11               | Arnaud Gérard (FRA)      | 25e              |
| 12               | Anthony Geslin (FRA)     | 6e               |
| 13               | Francis Mourey (FRA)     | AB-4             |
| 14               | Jérémy Roy (FRA)         | 2e               |
| 15               | Anthony Roux (FRA)       | AB-4             |
| 16               | Sébastien Bergeret (FRA) | AB-4             |
| 17               | Eduardo Sepúlveda (ARG)  | 31e              |

| AG2R La Mondiale ALM | AG2R La Mondiale ALM      | AG2R La Mondiale ALM |
| -------------------- | ------------------------- | -------------------- |
| Num                  | Coureur                   | Pos                  |
| 21                   | Guillaume Bonnafond (FRA) | 34e                  |
| 22                   | Sylvain Georges (FRA)     | 13e                  |
| 23                   | Steve Houanard (FRA)      | 30e                  |
| 24                   | Romain Lemarchand (FRA)   | 43e                  |
| 25                   | Mathieu Perget (FRA)      | 4e                   |
| 26                   | Anthony Ravard (FRA)      | AB-2                 |
| 27                   | Jimmy Raibaud (FRA)       | 50e                  |
| 28                   | Amir Zargari (IRI)        | AB-4                 |

| Europcar EUC | Europcar EUC           | Europcar EUC |
| ------------ | ---------------------- | ------------ |
| Num          | Coureur                | Pos          |
| 31           | Yukiya Arashiro (JPN)  | 1er          |
| 32           | Alexandre Pichot (FRA) | AB-4         |
| 33           | Franck Bouyer (FRA)    | AB-4         |
| 34           | Rafaâ Chtioui (TUN)    | AB-4         |
| 35           | Yohann Gène (FRA)      | AB-4         |
| 36           | Vincent Jérôme (FRA)   | 26e          |
| 37           | Christophe Kern (FRA)  | AB-4         |
| 38           | Sébastien Turgot (FRA) | 35e          |

| Saur-Sojasun SAU | Saur-Sojasun SAU         | Saur-Sojasun SAU |
| ---------------- | ------------------------ | ---------------- |
| Num              | Coureur                  | Pos              |
| 41               | Laurent Mangel (FRA)     | AB-4             |
| 42               | Maxime Renault (FRA)     | AB-4             |
| 43               | Jérémie Galland (FRA)    | 8e               |
| 44               | Jonathan Hivert (FRA)    | 29e              |
| 45               | David Le Lay (FRA)       | AB-4             |
| 46               | Étienne Tortelier (FRA)  | AB-4             |
| 47               | Julien Simon (FRA)       | AB-4             |
| 48               | Yannick Talabardon (FRA) | AB-4             |

| Cofidis COF | Cofidis COF                                      | Cofidis COF |
| ----------- | ------------------------------------------------ | ----------- |
| Num         | Coureur                                          | Pos         |
| 51          | Samuel Dumoulin (FRA)                            | AB-4        |
| 52          | Aleksejs Saramotins (LAT) → Champion de Lettonie | 9e          |
| 53          | Nicolas Edet (FRA)                               | 51e         |
| 54          | Julien Fouchard (FRA)                            | AB-4        |
| 55          | Damien Monier (FRA)                              | AB-4        |
| 56          | Tristan Valentin (FRA)                           | AB-4        |
| 57          | Nicolas Vogondy (FRA)                            | AB-4        |
| 58          | Romain Zingle (BEL)                              | 24e         |

| Bretagne-Schuller BSC | Bretagne-Schuller BSC  | Bretagne-Schuller BSC |
| --------------------- | ---------------------- | --------------------- |
| Num                   | Coureur                | Pos                   |
| 61                    | Florian Vachon (FRA)   | AB-4                  |
| 62                    | Jean-Marc Bideau (FRA) | AB-4                  |
| 63                    | Dimitri Champion (FRA) | 46e                   |
| 64                    | Jean-Luc Delpech (FRA) | AB-4                  |
| 65                    | Sébastien Duret (FRA)  | 12e                   |
| 66                    | Armindo Fonseca (FRA)  | AB-4                  |
| 67                    | Florian Guillou (FRA)  | 45e                   |
| 68                    | Gaël Malacarne (FRA)   | 27e                   |

| Auber 93 AUB | Auber 93 AUB            | Auber 93 AUB |
| ------------ | ----------------------- | ------------ |
| Num          | Coureur                 | Pos          |
| 71           | Benoît Drujon (FRA)     | NP-4         |
| 72           | Johan Mombaerts (FRA)   | 28e          |
| 73           | Guillaume Faucon (FRA)  | 10e          |
| 74           | Dimitri Le Boulch (FRA) | AB-1         |
| 75           | Ronan Racault (FRA)     | AB-4         |
| 76           | Nicolas Rousseau (FRA)  | 32e          |
| 77           | Jonathan Thiré (FRA)    | AB-4         |
| 78           | Steven Tronet (FRA)     | 7e           |

| Roubaix Lille Métropole RLM | Roubaix Lille Métropole RLM | Roubaix Lille Métropole RLM |
| --------------------------- | --------------------------- | --------------------------- |
| Num                         | Coureur                     | Pos                         |
| 81                          | Matthieu Boulo (FRA)        | 49e                         |
| 82                          | Anthony Colin (FRA)         | AB-4                        |
| 83                          | Loïc Desriac (FRA)          | 16e                         |
| 84                          | Pierre Drancourt (FRA)      | AB-4                        |
| 85                          | Julien Guay (FRA)           | AB-4                        |
| 86                          | Kévin Lalouette (FRA)       | AB-4                        |
| 87                          | Florian Le Corre (FRA)      | AB-4                        |
| 88                          | Fabien Schmidt (FRA)        | 3e                          |

| Véranda Rideau-Super U VRU | Véranda Rideau-Super U VRU | Véranda Rideau-Super U VRU |
| -------------------------- | -------------------------- | -------------------------- |
| Num                        | Coureur                    | Pos                        |
| 91                         | Freddy Bichot (FRA)        | 19e                        |
| 92                         | Julien Duval (FRA)         | AB-4                       |
| 93                         | Guillaume Malle (FRA)      | AB-4                       |
| 94                         | Tomasz Olejnik (POL)       | AB-4                       |
| 95                         | Gaylord Cumont (FRA)       | AB-4                       |
| 96                         | Benoît Jarrier (FRA)       | AB-4                       |
| 97                         | Kévin Denis (FRA)          | AB-4                       |
| 98                         | Franck Vermeulen (FRA)     | AB-4                       |

| La Pomme Marseille LPM | La Pomme Marseille LPM    | La Pomme Marseille LPM |
| ---------------------- | ------------------------- | ---------------------- |
| Num                    | Coureur                   | Pos                    |
| 101                    | Evaldas Šiškevičius (LTU) | 47e                    |
| 102                    | Mathieu Delarozière (FRA) | HC-3                   |
| 103                    | Clément Koretzky (FRA)    | 21e                    |
| 104                    | Benjamin Giraud (FRA)     | AB-4                   |
| 105                    | Pierre-Luc Périchon (FRA) | AB-4                   |
| 106                    | Yannick Martinez (FRA)    | AB-4                   |
| 107                    | Thomas Vaubourzeix (FRA)  | 48e                    |
| 108                    | Grégoire Tarride (FRA)    | 23e                    |

| Accent Jobs-Willems Veranda's ACC | Accent Jobs-Willems Veranda's ACC | Accent Jobs-Willems Veranda's ACC |
| --------------------------------- | --------------------------------- | --------------------------------- |
| Num                               | Coureur                           | Pos                               |
| 111                               | Thomas Degand (BEL)               | 18e                               |
| 112                               | Jurgen Van Goolen (BEL)           | 20e                               |
| 113                               | Grégory Habeaux (BEL)             | 33e                               |
| 114                               | Jérôme Gilbert (BEL)              | HD-2                              |
| 115                               | Kévin Van Melsen (BEL)            | AB-2                              |
| 116                               | Tim De Troyer (BEL)               | AB-4                              |
| 117                               | Timothy Stevens (BEL)             | AB-1                              |
| 118                               | Steven Caethoven (BEL)            | AB-4                              |

| Landbouwkrediet-Euphony LAN | Landbouwkrediet-Euphony LAN | Landbouwkrediet-Euphony LAN |
| --------------------------- | --------------------------- | --------------------------- |
| Num                         | Coureur                     | Pos                         |
| 121                         | Gilles Devillers (BEL)      | 52e                         |
| 122                         | Koen Barbé (BEL)            | AB-4                        |
| 123                         | Dirk Bellemakers (NED)      | 22e                         |
| 124                         | Reinier Honig (NED)         | AB-4                        |
| 125                         | Egidijus Juodvalkis (LTU)   | AB-4                        |
| 126                         | Baptiste Planckaert (BEL)   | 39e                         |
| 127                         | Frederik Backaert (BEL)     | AB-4                        |
| 128                         | Kjell Van Driessche (BEL)   | AB-2                        |

| Type 1-Sanofi TT1 | Type 1-Sanofi TT1          | Type 1-Sanofi TT1 |
| ----------------- | -------------------------- | ----------------- |
| Num               | Coureur                    | Pos               |
| 131               | Julien Antomarchi (FRA)    | 14e               |
| 132               | László Bodrogi (FRA)       | 40e               |
| 133               | Daniele Callegarin (ITA)   | AB-4              |
| 134               | Rémi Cusin (FRA)           | AB-4              |
| 135               | Filippo Fortin (ITA)       | AB-4              |
| 136               | Vegard Stake Laengen (NOR) | 11e               |
| 137               | Jure Kocjan (SLO)          | AB-4              |
| 138               | Martijn Verschoor (NED)    | AB-4              |

| Farnese Vini-Selle Italia FAR | Farnese Vini-Selle Italia FAR | Farnese Vini-Selle Italia FAR |
| ----------------------------- | ----------------------------- | ----------------------------- |
| Num                           | Coureur                       | Pos                           |
| 141                           | Andrea Guardini (ITA)         | AB-4                          |
| 142                           | Luca Ascani (ITA)             | 44e                           |
| 143                           | Rafael Andriato (BRA)         | 38e                           |
| 144                           | Cristiano Benenati (ITA)      | AB-4                          |
| 145                           | Thomas Bertolini (ITA)        | AB-4                          |
| 146                           | Stefano Borchi (ITA)          | 53e                           |
| 147                           | Diego Caccia (ITA)            | 15e                           |
| 148                           | Sebastian Stamegna (ITA)      | AB-4                          |

| RusVelo RVL | RusVelo RVL           | RusVelo RVL |
| ----------- | --------------------- | ----------- |
| Num         | Coureur               | Pos         |
| 151         | Viktor Manakov (RUS)  | AB-3        |
| 152         | Nikita Eskov (RUS)    | 42e         |
| 153         | Valery Valynin (RUS)  | AB-4        |
| 155         | Nikolay Trusov (RUS)  | 37e         |
| 157         | Nikolay Zhurkin (RUS) | AB-1        |
| 158         | Roman Maikin (RUS)    | AB-4        |